# 알리나 두미트루
알리나 알렉산드라 두미트루(루마니아어: Alina Alexandra Dumitru, 1982년 8월 30일~)는 루마니아의 유도 선수이다. 2008년 하계 올림픽에서 여자 엑스트라라이트급 금메달, 2012년 하계 올림픽에서 동메달을 획득하였으며, 세계 선수권 대회에서 동메달 3개를 획득했다. 또한 유럽 선수권 대회에서 8회 우승을 차지했다.